# Mohammed Jabour
Mohammed Jabour, né le 24 avril 1961 à Tanger, est un homme politique belge, membre du PS.
Il est député fédéral à la Chambre des représentants de 2012 à 2014 et échevin à Saint-Josse-ten-Noode depuis 2000.

## Biographie
Né le 24 avril 1961 à Tanger (Maroc), Mohammed Jabour est fils d’immigrés marocains arrivés dans les années 1960 pour travailler en Belgique.
En 1975, il est membre du Comité de Quartier Botanique.
En 1979, il est membre d’une association de quartier pour les jeunes, « Al Hijra ».
En 1984, il est cofondateur de l’ASBL « Association des jeunes Marocains », une association proposant des activités sportives, culturelles et une
école des devoirs destinées aux jeunes.
Il a été animateur radio sur « radio Kiss » et radio Atlas sur laquelle il animait une émission, puis coordinateur des programmes sur Radio Culture 3.
En 1989, il est également cofondateur de l’ASBL Démocratie Plus qui militait pour faciliter l’obtention de la nationalité belge aux ressortissants étrangers.
Parallèlement à son implication bénévole dans le monde associatif, il était gestionnaire de plusieurs entreprises dont une société de services.

## Parcours Politique
Dans les années 1980, il rejoint le parti socialiste (PS).
En octobre 2000, Mohammed Jabour est candidat pour la première fois aux élections communales à Saint-Josse-ten-Noode, commune bruxelloise, sur la liste du Bourgmestre (PS-PRL).
Il devient échevin chargé des finances, de la culture, de la jeunesse, des Académies et du patrimoine non-locatif.
En tant qu’échevin des finances, il se distingue pour avoir redressé les finances de la commune après 40 années de déficit budgétaire. Il a ainsi tenu le budget en équilibre durant 12 années de mandat.
Aux élections fédérales de 2010, il réalise un score de 6242 voix alors qu’il est 6e suppléant sur la liste PS.
Le 14 octobre 2012, il est réélu conseiller communal et nommé échevin pour un troisième mandat. Il est actuellement chargé de l’environnement, du développement durable, des espaces verts et de la propreté publique.
Du 13 décembre 2012 au 25 mai 2014, il siège à la Chambre des Représentants comme député fédéral (il remplace Rachid Madrane qui doit remplacer Emir Kir devenu bourgmestre de Saint-Josse-ten-Noode, au poste de secrétaire d’État à la Propreté de la Région bruxelloise). Mohammed Jabour est alors membre des commissions justice et économie.